# Último antepasado común universal

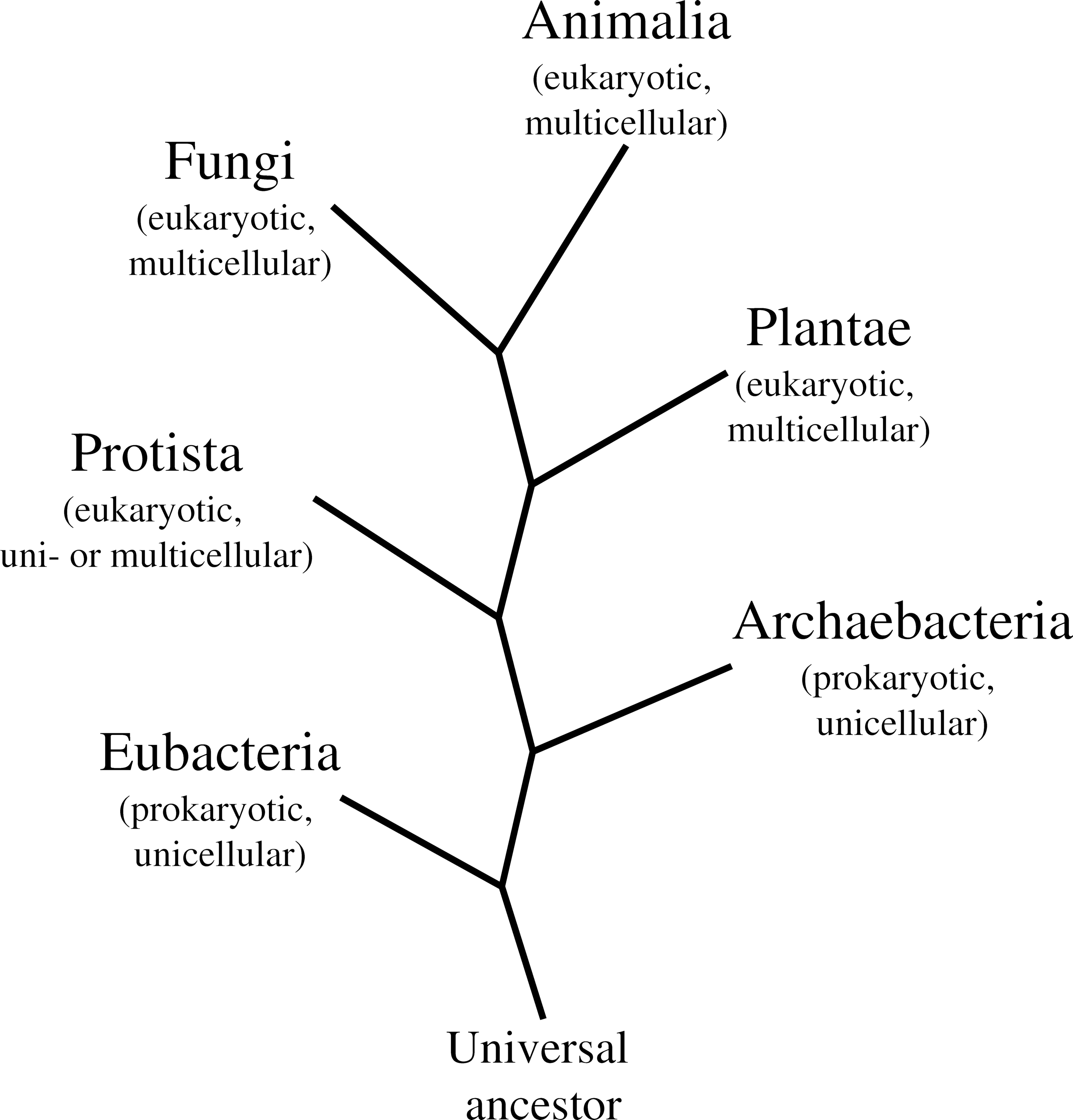
Un cladograma que enlaza todos los grupos importantes de organismos vivos al ancestro universal.

El último antepasado común universal, conocido por sus siglas en inglés LUCA (last universal common ancestor), es el antepasado común más reciente de todo el conjunto de organismos vivos actuales y probablemente también de todos los conocidos como fósiles, aunque no se puede descartar teóricamente que se identifiquen restos de otros seres vivos de la misma o mayor antigüedad que él. Los fósiles más antiguos de seres vivos son los microfósiles de Canadá, con una antigüedad de 3770 Ma. Según relojes moleculares, las arqueas y bacterias divergieron a finales del eón Hádico, lo que implica que LUCA tuvo que haber vivido en este eón aproximadamente hace 4200 millones de años según estimaciones de 2024.
También se le denomina último antepasado universal (LUA, last universal ancestor) y último ancestro común (LCA, last common ancestor) o simplemente ancestro universal.
El primer antepasado común universal (FUCA) es un antepasado acelular hipotético de LUCA, los virus y otros linajes precelulares ahora extintos que habría sido la primera entidad biológica con un código genético para traducir proteínas.

## Otros conceptos del término
El concepto de último antepasado común universal se ha postulado que sea aplicado, también, no solo a las especies de organismos, sino a los sistemas componentes de estos organismos, e incluso a sus órganos o aparatos. El neurobiólogo argentino Crocco postuló el uso del término en este contexto al señalar, en la década de 1960, que el sistema bioeléctrico para el control (no para la coordinación) de la natación de los protozoos predadores por medio de las cilias, control que les permite seguir a las presas y situarse respecto a ellas para ingerirlas, es el último antepasado común universal del sistema nervioso de los animales multicelulares, significando con ello que, independientemente de que las morfologías o formas iniciales de sistemas nerviosos hubieran aparecido evolutivamente en distintas ocasiones en varios filos animales, conservaron todas las variaciones de electropotencial que, solo en algunos taxones, se aprovecharon para ciertas funciones nerviosas superiores. Y, asimismo, aunque con menor precisión, cabe similarmente expresar que los arcos branquiales constituyen el último antepasado común universal del aparato hioideo o del órgano denominado trompa de Eustaquio.

## La primera hipótesis
Esta hipótesis surge en 1859, cuando Charles Darwin publicó El origen de las especies, sosteniendo que habría habido solo un progenitor para todas las formas de vida. Afirmó, en suma: «(...) Por lo tanto, debo inferir por analogía que probablemente todos los seres orgánicos que han vivido en esta tierra han descendido de alguna forma primordial, en la que la vida fue inspirada por primera vez». Así pues, la idea del ancestro común es un principio fundamental de la teoría evolutiva.
El hecho de que debió existir un solo ancestro universal se hizo patente por primera vez en los años 1960, cuando el código genético fue descifrado y se encontró que era universal. El hecho de que el código genético sea universal para todas las formas de vida nos indica que todas ellas están relacionadas. 
Más recientemente, al construir cladogramas globales basados en la distancia genética entre las células actuales más divergentes, se interpretó que hubo divisiones muy tempranas, como la de las arqueas, de las que principalmente se conocen formas extremófilas (altamente resistentes a condiciones ambientales extremas de gran salinidad, temperatura o acidez). Esto llevó a suponer que LUCA evolucionó en ambientes como las fumarolas negras de las dorsales medioceánicas, donde tales condiciones extremas continúan hoy en día. 
Luego, se ha encontrado, basándose en la evidencia fósil, que los organismos eucariotas se originaron posteriormente y que este origen se produjo, según las teorías más actuales, por simbiogénesis entre una bacteria y una arquea, por lo que LUCA estaría relacionado con la temprana divergencia entre arqueas y bacterias.
Carl Woese propuso que nuestra herencia genética pre-LUCA deriva de una comunidad de organismos, más que de un individuo, a la que ha llamado progenote; en esa fase, el genoma debía presentar una gran variabilidad, a diferencia de lo que ocurre en los organismos actuales, cuyo genoma está definido con mucha precisión. Sin embargo, los modelos estadísticos revelan que es mucho más probable que la vida haya surgido de un solo ancestro común en lugar de varias fuentes, aun tomando en cuenta la transferencia horizontal de genes: un modelo con un único ancestro común, pero permitiendo cierto intercambio de genes entre especies, resulta 103489 veces más probable que el mejor modelo de múltiples ancestros.

## Concepciones erróneas del término
LUCA no significa:

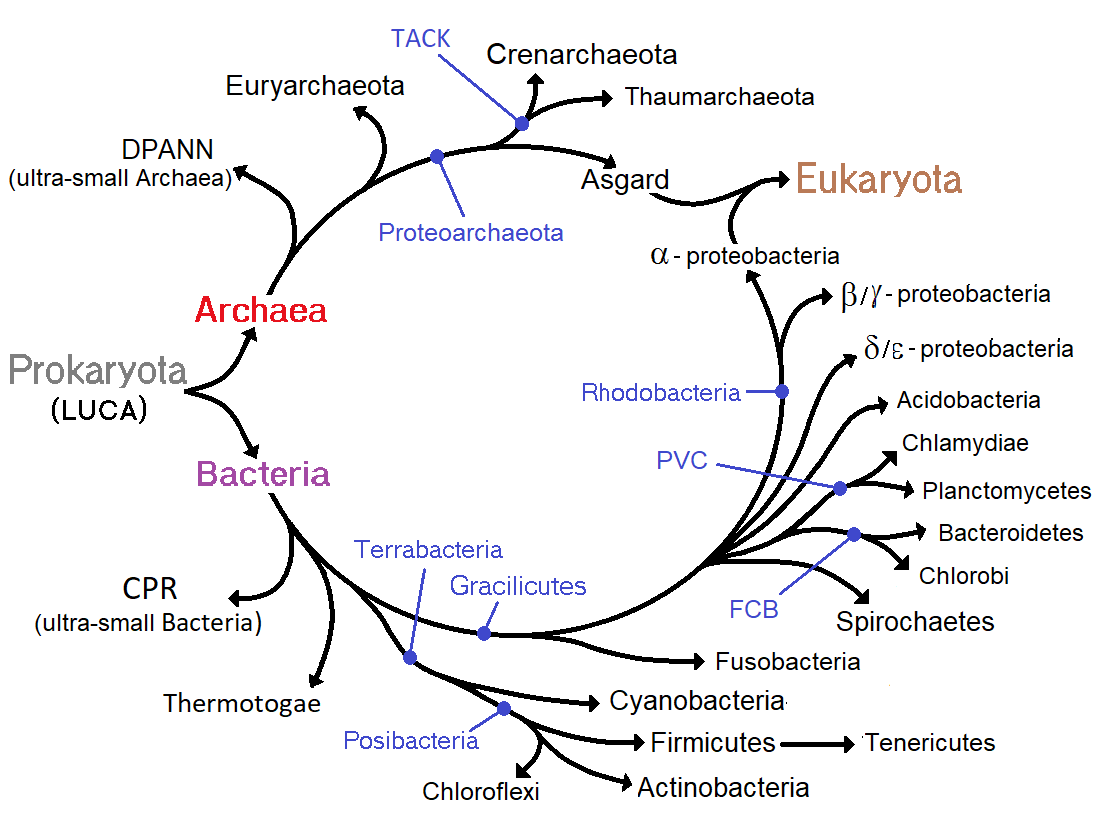
Cladograma cerrado (anillo filogenético) que enlaza grupos importantes a LUCA, señalando que su relación directa sería con organismos procariotas.

1. El primer organismo vivo que existió.
2. El organismo actual más próximo en sus características al antepasado común.
3. Que solo existía este organismo al principio.

## Características generales
Hay características que son comunes a todos los seres vivos, ya que todos poseemos el mismo código genético y esto a su vez demuestra un origen común. Estas características debieron ser parte del ancestro universal y son las siguientes:
- Capacidad de reproducción dada por la réplica de la información genética contenida en el ADN (ácido desoxirribonucleico), el cual va agrupado en genes y se compone de cuatro bases nitrogenadas: adenina, guanina, citosina y timina.
- Varios tipos de ARN (ácido ribonucleico) como el ribosomal, el mensajero y el de transferencia, compuestos por las bases nitrogenadas adenina, guanina, citosina y uracilo.
- Desde el ADN se expresa el código genético con el ARN como intermediario para la producción de proteínas mediante los procesos de transcripción y traducción.
- Las proteínas están formadas por los llamados 21 aminoácidos naturales. los cuales son codificados en el genoma: alanina, arginina, asparagina, aspartato, cisteína, fenilalanina, glicina, glutamato, glutamina, histidina, isoleucina, leucina, lisina, metionina, prolina, serina, tirosina, treonina, triptófano, valina y el último en ser descubierto en los tres dominios, la selenocisteína. Todos estos aminoácidos son alfa-levógiros.
- Presencia de cientos de enzimas, como las que actúan sobre el ADN para su replicación (polimerasas), control (topoisomerasas) y reparación (ligasas), además de enzimas que actúan sobre el ARN, o las que catalizan las reacciones bioquímicas del metabolismo y otras.
- Uso del nucleótido ATP (adenosina trifosfato), forma básica para la transferencia de la energía celular.
- Estructura celular simple (procariota), lo que implica que debió ser un microorganismo unicelular, con un citoplasma de agua conteniendo elementos solubles como el nucleoide (ADN) y ribosomas (70S); rodeando al citoplasma una membrana celular compuesta de una bicapa lipídica; reproducción por fisión binaria y capacidad de conjugación genética.
- Dentro de la célula, la concentración de sodio fue menor que en el exterior, mientras que la de potasio fue mayor. Este gradiente se mantuvo por acción de los canales iónicos de las proteínas transmembranales.
- Metabolismo anaerobio, sin ciclo de Krebs. Se ha postulado que habría sido autótrofo, termófilo, de un hábitat hidrotermal rico en fierro, con fijación de CO2 y con una probable ruta de Wood-Ljungdahl dependiente de H2.[10]
- Se cree que habría poseído la vía del mevalonato para la biosíntesis de isoprenoides, debido a que es común  en arqueas y en bacterias primitivas.[11]

## Teorías evolutivas
Es muy difícil conocer las características que pudo haber tenido un organismo que existió en tiempos tan remotos, si acaso no es una tarea virtualmente imposible, especialmente porque la transferencia horizontal de genes produce importantes perturbaciones al momento de comparar los diversos árboles filogenéticos. Hay acumulación de mutaciones a lo largo de miles de millones de años, además de eso los genes se pierden, se ganan o se intercambian; de tal manera que imaginar la estructura celular, pared, bioquímica, metabolismo y respiración de LUCA, puede resultar muy especulativo.
A pesar de esto, algunos biólogos evolutivos han presentado propuestas sobre la evolución del árbol de la vida y han teorizado sobre las particularidades del último ancestro universal. Algunas hipótesis son:

### Hipótesis del ancestro hipertermófilo quimiosintético
Ya en 1871, el naturalista Darwin en una carta dirigida al botánico Hooker, sugirió que la vida habría empezado en un tibio charco de agua. Actualmente (2018), se considera que la hipótesis del ancestro termófilo es la más atractiva. Hay dos hipótesis que sustentan la posibilidad de un ancestro termófilo: 

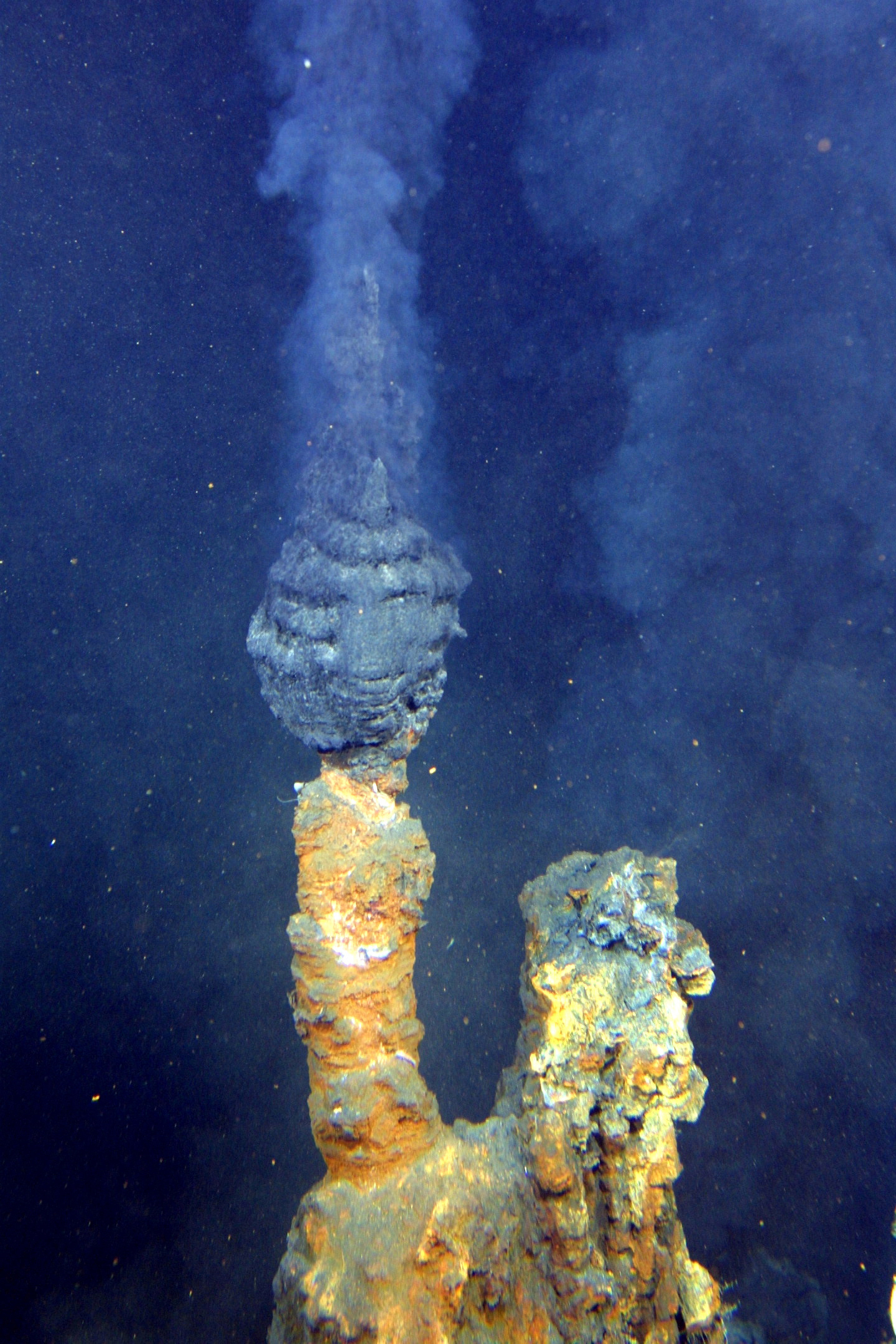
Procariontes ancestrales termófilos y quimiosintéticos parecidos a arqueas pudieron habitar en las fumarolas negras que abundaron en tiempos arcaicos.

- 1.- Según Oparin y Haldane, quienes desarrollaron la teoría quimiosintética en 1924,[14] el origen de la vida se relaciona con el caldo primigenio y la atmósfera reductora en tiempos arcaicos, catalizado por la energía solar, energía eléctrica de las tormentas y calor volcánico. Luego en 1952, el experimento de Miller y Urey respalda este modelo al lograr sintetizar compuestos orgánicos, incluso aminoácidos, al simular una atmósfera de metano, amoníaco, hidrógeno, dióxido de carbono y nitrógeno, con agua a alta temperatura. Estas hipótesis han perdido fuerza debido a que actualmente se considera que la atmósfera primigenia se componía de dióxido de carbono, nitrógeno y vapor de agua, con los cuales no se pueden sintetizar aminoácidos.[15]

- 2.- Según Günter Wächtershäuser, quien desarrolló la teoría del mundo de hierro-sulfuro en 1988, el ancestro universal era un microorganismo hipertermófilo y quimiosintético, parecido a las arqueas debido a que los lípidos de su membrana contenían lípidos isoprenoides (los cuales serían precursores de los lípidos grasos de bacterias y eucariontes); y que habitaban en ambientes de agua líquida, pH neutro, alta salinidad, alta temperatura, alta presión, un lugar donde el sulfuro de hidrógeno, dióxido de carbono y el nitrógeno son catalizados por iones metálicos ferrosos y otros, en donde las exhalaciones volcánicas chocan con un flujo hidrotermal y no a mar abierto sino en la superficie de minerales catalizadores como la pirita.[16] Posteriormente Wächtershäuser logra sintetizar en el laboratorio aminoácidos y péptidos en estas condiciones calientes y anaerobias.[17]

La reconstrucción de árboles genéticos moleculares ha dado respaldo a la hipótesis de un ancestro termófilo. Las fuentes hidrotermales volcánicas del oscuro fondo del océano pudieron crear condiciones favorables para el origen de la vida, pues permiten el metabolismo quimiosintético y el gradiente químico para la síntesis de aminoácidos en ausencia de enzimas. En fuentes hidrotermales alcalinas encontramos condiciones termodinámicas, bioenergéticas y de gradientes de protones, para que se produzca el metabolismo quimiótrofo del carbono (receptor de CO2), la captación de energía por quimiósmosis para la síntesis de ATP y la captación del hidrógeno como primer donante.
La respiración de LUCA debió ser anaerobia, ya que en este medio los aminoácidos entran con más frecuencia a las proteínas, y las arqueas y bacterias ancestrales debieron ser también anaerobias. Esto es previsible toda vez que la Gran Oxidación de la atmósfera y los océanos ocurrió hace 2450 millones de años y la aparición de los eucariontes (aerobios) debió ser posterior en ese tiempo. Esta respiración anaerobia debió ser del sulfato, del azufre o del nitrato.
Debido a la idea cada vez más difundida de que el origen eucariota es producto de la fusión biológica entre arqueas y bacterias, si uno quiere saber acerca de LUCA, los únicos dominios que vale la pena explorar son los de las bacterias y las arqueas. Según Manfredo Seufferheld (Universidad de Illinois), no sabemos la apariencia de LUCA, pero debió ser un microorganismo con una estructura compleja reconocible como una célula y similar a una arquea. Muchos estudios sobre filogenia bacteriana presentan a los termófilos como los filos más antiguos, mientras que en los filos arqueanos, la mayoría presenta características comunes que permiten deducir que una arquea ancestral pudo ser un organismo de una sola membrana, hipertermófilo, acidófilo, anaerobio y de metabolismo quimilitoautótrofo, es decir, independiente de la luz y de sustancias orgánicas pero dependiente del CO2 y de otros químicos inorgánicos. Probablemtente LUCA divergió por un lado en bacterias por el desarrollo de la pared protectora de peptidoglicano, mientras que las arqueas se adaptaron al medio hiperácido de las fumarolas blancas; en todo caso la divergencia es antigua, pues ambos grupos son tan distintos que incluso la conjugación genética entre ellos es difícil.

### Hipótesis de la bacteria monodérmica
Según Radhey Gupta, el organismo precursor fue una bacteria Gram positiva, la cual es monodérmica por poseer una sola membrana. De ella evolucionaron por un lado las bacterias didérmicas (Gram negativas) al adquirir una segunda membrana y por otro lado las arqueas; en ambos casos se dio por adaptación a la presión selectiva debido a la presencia de antibióticos que producen algunas bacterias Gram positivas. Este modelo está respaldado, según el autor, por la evolución de la estructura celular y por árboles filogenéticos proteicos. El origen de los organismos eucariotas no está relacionado directamente con LUCA, ya que es un fenómeno posterior.
Investigaciones más recientes (2015), han identificado que los procariontes más primitivos, tales como arqueas, bacterias ultrapequeñas y bacterias termófilas, presentan mayormente una sola membrana celular, lo que da respaldo a la hipótesis de la bacteria monodérmica ancestral.

### Hipótesis del progenote

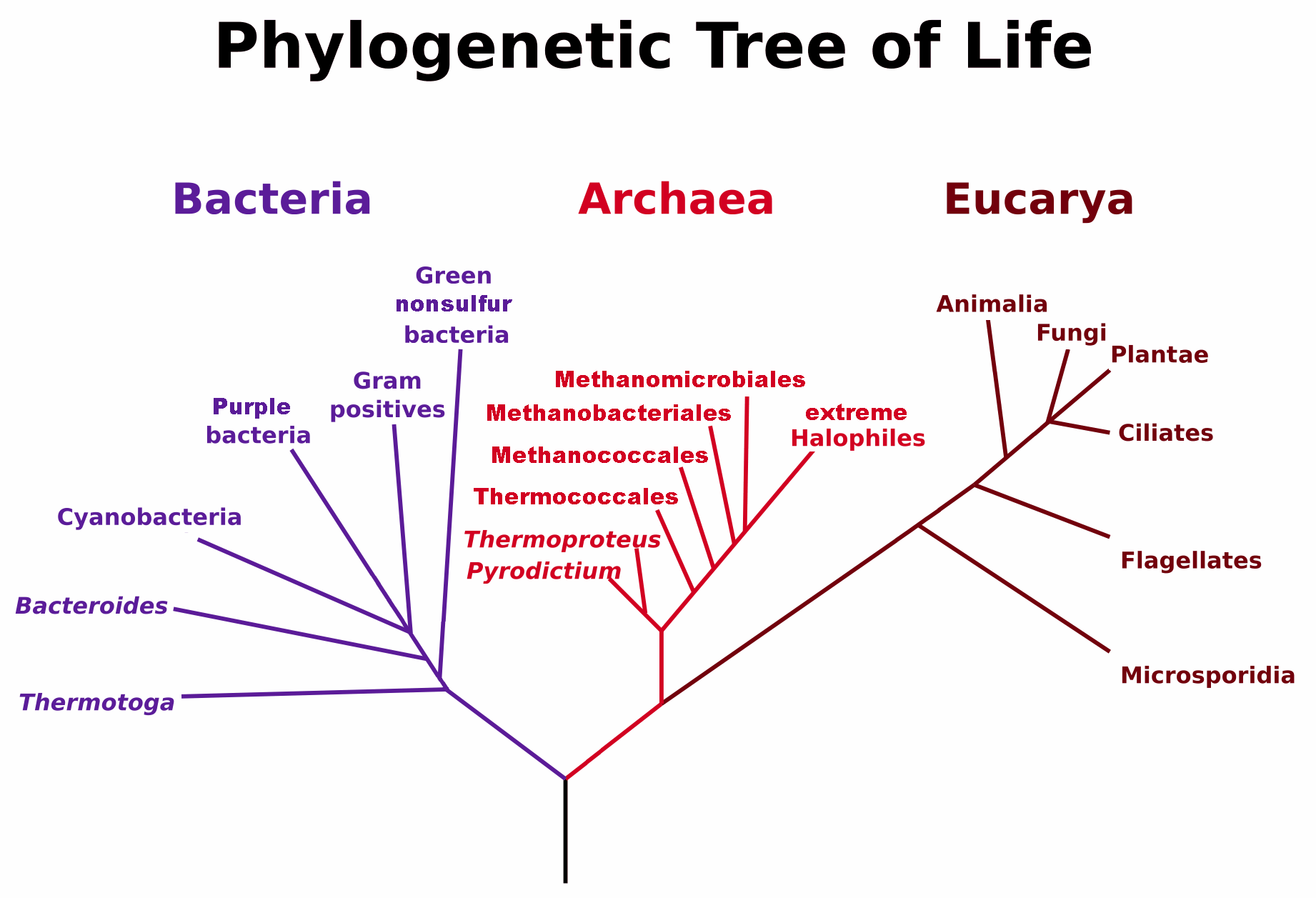
Cladograma que enlaza todos los grupos importantes de organismos vivos al LUCA (el tronco negro en la parte inferior). Este gráfico de Woese (1990) es derivado de secuencias del ARNr.

Según Carl Woese, el organismo ancestral fue un progenote, el cual habría presentado menos complejidad que cualquier otro organismo procariota actual, un precursor que incluso era anterior a la evolución del ADN, es decir, un habitante de un mundo de ARN. Posteriormente sobre la base de los árboles filogenéticos de ARNr 16S/18S, Woese concluye que hay una gran divergencia entre tres grandes grupos descendientes del progenote: Archaea, Bacteria y Eucarya, definiéndose así el sistema de los tres dominios. Una hipótesis viral que apoya este modelo, sostiene que los tres dominios pudieron originarse por transferencia genética entre las células primarias de ARN y tres virus ADN, lo que dio origen a cada genoma ancestral.
Por otro lado, otros autores reconocen la existencia del progenote, pero no en la posición de LUCA sino como un ancestro de éste. En este sentido LUCA sería en realidad un organismo procariota, completamente evolucionado como tal. Además de esto, la hipótesis de un ancestro de ARN ha sido debatida, y sobre la base de los conocimientos actuales se le considera un modelo probable, pero al mismo tiempo imposible de demostrar.

### Hipótesis de la bacteria fotosintética

Según algunas hipótesis, LUCA pudo ser una bacteria Gram positiva de una sola membrana (1) o una Gram negativa de dos membranas (4, 6).

Thomas Cavalier-Smith postula que fue una Negibacteria (bacteria Gram negativa) fotosintética anoxigénica la que originó todos los grupos actuales. LUCA habría tenido todas las características básicas de una bacteria Gram negativa, como la doble membrana celular lipídica acil-éster, genoma grande, pared celular de peptidoglicano, ausencia de flagelo, biología molecular bacteriana y división celular; con un probable metabolismo fotosintético anaerobio similar a las actuales bacterias verdes no sulfurosas. Las bacterias Gram positivas (Posibacteria) aparecen posteriormente por pérdida de la membrana externa; de estas a su vez deriva Neomura por pérdida de la pared celular, y de Neomura se derivan arqueas y eucariontes.
Esta hipótesis es compatible con teorías sobre el origen de la vida basadas en que en ciertas condiciones se forman microesferas de proteinoides, las cuales son como protocélulas que poseen un tamaño y una estructura de doble membrana similar al de las bacterias Gram negativas. Sin embargo, el principal problema está en que no se cuenta con ningún árbol filogenético molecular que respalde la hipótesis de una bacteria fotosintética ancestral.